# CaixaForum Lleida
CaixaForum Lleida és un centre cultural de la Fundació la Caixa situat a l'antic Cinema Vinyes de Lleida des del 1989. Disposa d'una sala d'exposicions, un auditori amb una capacitat de 226 places i dues sales polivalents amb 50 places cadascuna.